# Adolf Polegubić
Adolf Polegubić (Šibenik, 25. lipnja 1962.) hrvatski je pastoralni teolog, novinar i pjesnik.

## Životopis
Adolf Polegubić živio je do 15. godine u južnohrvatskom mjestu Banjevci s roditeljima, ocem Antom i majkom Ružom r. Orlović. Osnovnu školu završio je u Banjevcima i Stankovcima, Franjevačku klasičnu gimnaziju u Sinju, a filozofiju i teologiju na Franjevačkoj visokoj bogosloviji u Makarskoj i Katoličkom bogoslovnom fakultetu Sveučilista u Zagrebu. Disertaciju naslovljenu Laien in der Kirche und Gesellschaft Kroatiens seit 1900 – Ihre Spiritualität, ihre kirchliche und gesellschaftliche Position und ihre Institutionen auf dem Prüfstand des Zweiten Vatikanischen Konzils (Laici u Crkvi i društvu u Hrvatskoj od 1900. – Njihova duhovnost, crkvena i društvena pozicija i njihove institucije na temelju prosudbe Drugoga vatikanskog sabora) obranio je 1997. na Katoličkom bogoslovnom fakultetu Sveučilišta u Beču i postigao akademski stupanj doktora teologije. Više je godina radio kao novinar u Glasu Koncila. Od 2002. do 2023. glavni je urednik glasila hrvatskih katoličkih misija u Njemačkoj „Živa zajednica“, koji od rujna 1978. objavljuje Hrvatski dušobrižnički ured u Frankfurtu na Majni, a od 2018. do 2023. i glavni urednik portala „Živa zajednica“ u izdanju istog Ureda.   
Polegubić je član Društva hrvatskih književnika. Pjesme je počeo objavljivati sa 16 godina. Objavljivao je u dvadesetak listova i časopisa te je nastupio na nizu tribina poezije. Za poeziju je bio i nagrađivan. Godine 2018. dobio je književnu nagradu „Fra Lucijan Kordić“ Društva hrvatskih književnika i nakladne kuće ZIRAL – Zajednice izdanja „Ranjeni labud“ iz Mostara za djelo koje obrađuje život Hrvata izvan domovine, 2010. Plaketu „Silvije Strahimir Kranjčević“ Hrvatske matice iseljenika – podružnice Rijeka te „Kaduljin vijenac“ za književnost 2013. u Banjevcima. Hrvatska matica iseljenika mu je 2017. dodijelila Priznanje za iznimna postignuća u kulturnom djelovanju za knjigu Dušobrižništvo za Hrvate u Njemačkoj. Pjesme su mu čitane na Hrvatskom radiju i televiziji. Na Natječaju Galovićevih jeseni 2014. u uži izbor za nagradu ušla je njegova zbirka pjesama Kolijevka od kamena.  
Uvršten je u antologiju poezije o ratnom Vukovaru Balada o vukovarskoj ruži,  antologiju Hrvatska uskrsna lirika od Kranjčevića do danas, (2001. priredio Božidar Petrač), antologiju duhovne poezije Krist u hrvatskom pjesništvu - od Jurja Šižgorića do naših dana, (2007. izabrao i priredio Vladimir Lončarević), u zbornik hrvatske duhovne poezije Kruh i vino, (2009. priredio Josip Sanko Rabar), u antologiji Hvaljen budi, Gospodine moj: sveti Franjo u hrvatskom pjesništvu, (2009. priredili Vladimir Lončarević, Božidar Petrač, Nevenka Videk), u MORE MORA - hrvatski pjesnici o moru (2014. sastavila Ana Horvat) u Oblizujuće suze – hrvatski pjesnici o ljubavi (2015. sastavila Ana Horvat) te u antologiji Sveti Dominik u Hrvata – pjesništvo, proza, likovna umjetnost (2021. uredili Anto Gavrić i Božidar Petrač). Neke su mu pjesme i uglazbljene. 
Objavio je više od trideset znanstvnih radova i uredio desetak zbornika. Polegubić se bavi i fotografijom, a motive snima u Hrvatskoj, Njemačkoj i u drugim zemljama.

## Pjesništvo
Polegubić je suvremeni hrvatski pjesnik. Pjesme su mu domoljubnog, refleksivnog i transcedentalnog usmjerenja. Dosad je objavio trinaest knjiga pjesama na hrvatskom jeziku i jednu na njemačkom jeziku. Također je objavio više knjiga iz područja pastoralne teologije, duhovnosti, novinarstva i humora. 
Autor u svojim pjesmama govori iz svoga životnog iskustva, a zatim iz iskonske ljudske čežnje i žudnje za transcedencijom. Njegove pjesme su suptilni lirski svijet kao i raspoznatljiv znak duhovnosti čije temelje treba tražiti u prihvaćanju egzistencije kao dara i darovane milosti. Kako je u svojoj recenziji napisao hrvatski književnik i književni kritičar Joja Ricov, prozor je Polegubićevo oko u svijet. Stihovi, činjenice vida nižu se kao paragrafske naznake krajoličnog ispusa pojavnoga. 
Anđelko Novaković u osvrtu o poeziji Adolfa Polegubića, emitiranom 20. prosinca 1990. na Trećem programu Hrvatskoga radija u emisiji »Poezija naglas«, piše:[nedostaje izvor]
Godine 2008. zajedno s Kristinom Kovačević pokrenuo je projekt Njemačko-hrvatske večeri poezije. Radi se od 36 njegovih pjesama na njemačkom i hrvatskom jeziku koje se čitaju jedna za drugom, najprije na hrvatskom, a potom na njemačkom jeziku. Pjesme je na njemački prevela Kristina Kovačević. Svaku pjesmu prati projekcija po jedne njegove fotografije. Dosad je takve večeri poezije održao 2008. u Hattersheimu na Majni, u Berlinu i Rüsselsheimu, 2009. u Mannheimu i Novalji, 2010. u Hofheim am Taunus te 2013. u Mannheimu i Hattersheimu na Majni.

## Objavljene knjige
1. Pripadati, pjesme, Društveni dom Peščenica, Zagreb, 1988.
2. Korablja, pjesme, HKD sv. Ćirila i Metoda (danas sv. Jeronima), Zagreb, 1991.
3. Laici u Crkvi i društvu u Hrvatskoj od 1900. - Njihova duhovnost, crkvena i društvena pozicija i njihove institucije na temelju prosudbe Drugoga vatikanskog sabora, 6. dio doktorske disertacije, Biblioteka Ravnokotarski Cvit, Lepuri, 1999.
4. Tragovi, pjesme, Biblioteka Ravnokotarski Cvit, Lepuri, 2002.
5. Boja plavetnila - Frankfurtski fragmenti, pjesme, HKD sv. Jeronima, Zagreb, 2006.
6. Povratak, integracija ili asimilacija? - Razgovori o hrvatskoj dijaspori, intervjui, Hrvatski dušobrižnički ured, Frankfurt na Majni, 2006.
7. Stoljeće katoličkog laikata u Hrvatskoj - duhovnost laika, njihova crkvena i društvena pozicija i njihove institucije na temelju prosudbe Drugoga vatikanskog sabora, Glas Koncila - Hrvatski dušobrižnički ured, Zagreb - Frankfurt na Majni, 2007.
8. Čežnja za uzvišenim - Trenuci za razmišljanje, meditacije, Hrvatski dušobrižnički ured, Frankfurt na Majni, 2010.
9. Hrvatski iseljenički križni put, duhovnost, Hrvatski dušobrižnički ured, Frankfurt na Majni, 2012.
10. Katholische Laien in Kroatien - Ihre Spiritualität, ihre kirchliche und gesellschaftliche Position und ihre Institutionen (Katolički laici u Hrvatskoj – Njihova duhovnost, crkvena i društvena pozicija i njihove institucije), pastoralna teologija, Fromm Verlag, Saarbrücken, 2012.
11. Kolijevka od kamena, pjesme, Hrvatska matica iseljenika, Zagreb, 2013.
12. Herbstspuren (Tragovi jeseni), pjesme na njemačkom jeziku, (prevela Kristina Kovačević), BoD (Books on Demand), Norderstedt, 2013.
13. Ljekaruša od smijeha, humor, Hrvatski dušobrižnički ured, Frankfurt na Majni, 2014.
14. Povratak, izabrane pjesme, Mala knjižnica Društva hrvatskih književnika, knj. 162, Zagreb, 2014.
15. Povratak, integracija ili asimilacija? - Razgovori o hrvatskoj dijaspori (II.), intervjui, Hrvatski dušobrižnički ured, Frankfurt na Majni, 2016.
16. Dušobrižništvo za Hrvate u Njemačkoj, crkvena povijest i pastoralna teologija, Hrvatski dušobrižnički ured, Frankfurt na Majni, 2017.
17. Vršak osmijeha, pjesme, Naklada Bošković, Split, 2018.
18. Snatrenja, pjesme, Naklada Bošković, Split, 2018.
19. Poput Giottova kruga, pjesme, Naklada Bošković, Split, 2018.
20. Ogrlica od kamena, pjesme, Naklada Bošković, Split, 2018.
21. Crvena mora, pjesme, Glas Koncila, Zagreb, 2020.
22. Cipele ispod badema, pjesme, Biakova, Zagreb, 2021.
23. Banjevački stihopis, pjesme, Naklada Bošković, Split, 2022.
24. San u plavom - Ljubavno pjesništvo, pjesme, Naklada Bošković, Split, 2023.
25. Dušobrižništvo za Hrvate katolike u Njemačkoj (do kraja 2024.), manuskript, Zagreb, 2025.

### Disertacija
"Laien i der Kirche und Gesellschaft Kroatiens seit 1900. Ihre Spiritualität, ihre kirchliche und gesellschaftliche Position und ihre Institutionen auf dem Prüfstand des Zweiten Vatikanischen Konzils" ("Laici u Crkvi i drustvu u Hrvatskoj od 1900. Njihova duhovnost, crkvena i društvena pozicija i njihove institucije na temelju prosudbe Drugoga vatikanskog sabora"), disertacija, manuskript, Wien/Beč, 1996.